# Mumtaz Mahal
Arjumand Bano Begum (1593 - 1631) era uma princesa persa muçulmana que, ao se casar com o quinto imperador mogol, o Shah Jahan, passou a ser conhecida como Mumtaz Mahal (em Persa e em urdu:  ممتاز محل‎, que significa "a joia do palácio"). Na tradição mogol, as senhoras importantes da família real ganhavam outro nome ao casar-se. Ela viveu com o imperador de 1612 a 1631.

## História
Embora sendo o segundo casamento de Jahan, ele foi realizado através da paixão e do amor verdadeiro; amor este que os fez praticamente inseparáveis. Mumtaz Mahal acompanhava Shah Jahan em todas as suas viagens e expedições militares tornando-se a grande principal conselheira, e apoiadora. Ela o inspirou a atos de caridade e benevolência para com os fracos e necessitados.
Arjumand Bano Begum, popularmente conhecida como Mumtaz Mahal ("Ornamento do Palácio"), casou-se em 10 de maio de 1612 com a idade de 20 anos e veio a falecer ao dar à luz o 14º filho quando acompanhava Jahan a uma campanha militar em Burhanpur. A morte de Mumtaz Mahal caiu como uma pedra sobre os ombros de Jahan, deixando-o em alguns meses com aparência de longos anos, já que seus cabelos e sua barba tornaram-se brancos como a neve. Jahan mandou construir um palácio sobre o túmulo da sua amada como uma homenagem póstuma. Chamado "Taj Mahal", é feito em mármore branco, rodeado de grandes jardins e com belas decorações.
O desenho e projeto do Taj Mahal são do próprio Shah Jahan e nunca sofreram uma alteração sequer do original. A qualidade na construção e a riqueza dos detalhes são singulares. Os melhores construtores e artistas da região, inclusive alguns vindos da Europa, participaram desse empreendimento. Uma lenda conta que, após a conclusão das obras do Taj Mahal, o imperador mandou cortar as mãos de todos aqueles que estiveram envolvidos para que, assim, nunca pudessem fazer nada mais bonito que aquele monumento. É considerado, por alguns, a maior prova de amor já feita pelo homem.